# Giải BAFTA lần thứ 68
Giải BAFTA lần thứ 68, được tổ chức ngày 8 tháng 2 năm 2015 tại Nhà hát opera Hoàng gia ở Luân Đôn, nhằm tôn vinh những đóng góp điện ảnh xuất sắc ở Anh quốc cũng như toàn thế giới năm 2014. Giải do Viện Hàn lâm Nghệ thuật Điện ảnh và Truyền hình Anh quốc (BAFTA) trao tặng, các giải thưởng được trao cho những phim chiếu rạp và phim tài liệu xuất sắc nhất của bất kỳ quốc gia nào, với điều kiện phim đã được chiếu tại các rạp của nước Anh năm 2014.